# Toyota TF104
El Toyota TF104, o TF104B, fue un monoplaza de Fórmula 1 utilizado por el equipo Toyota durante la temporada 2004. Fue el tercer y último Gustav Brunner diseñado Toyota en Fórmula 1.
Fue pilotado inicialmente por el mismo emparejamiento que en 2003; Olivier Panis y Cristiano da Matta. Sin embargo, en el momento en que la temporada llegó a una conclusión, ambos pilotos habían sido reemplazados por el italiano Jarno Trulli y por el expiloto brasileño Ricardo Zonta. La versión B, con diversas actualizaciones, llegó para el Gran Premio de Alemania. Sumó un total de 9 puntos, poco más de la mitad de su predecesor, para quedar octavo en el campeonato.

## Resultados
(Clave) (negrita indica pole position) (cursiva indica vuelta rápida)

| Año  | Chasis       | Motor      | Neu. | N.º | Pilotos            | 1   | 2   | 3   | 4   | 5   | 6   | 7   | 8   | 9   | 10  | 11  | 12  | 13  | 14  | 15  | 16  | 17  | 18  | Puntos | Pos. |
| ---- | ------------ | ---------- | ---- | --- | ------------------ | --- | --- | --- | --- | --- | --- | --- | --- | --- | --- | --- | --- | --- | --- | --- | --- | --- | --- | ------ | ---- |
| 2004 | TF104 TF104B | RVX-04 V10 | M    |     |                    | AUS | MYS | BHR | SMR | ESP | MON | EUR | CAN | USA | FRA | GBR | GER | HUN | BEL | ITA | CHN | JPN | BRA | 9      | 8.º  |
| 2004 | TF104 TF104B | RVX-04 V10 | M    | 16  | Cristiano da Matta | 12  | 9   | 10  | Ret | 13  | 6   | Ret | DSQ | Ret | 14  | 13  | Ret |     |     |     |     |     |     | 9      | 8.º  |
| 2004 | TF104 TF104B | RVX-04 V10 | M    | 16  | Jarno Trulli       |     |     |     |     |     |     |     |     |     |     |     |     |     |     |     |     | 11  | 12  | 9      | 8.º  |
| 2004 | TF104 TF104B | RVX-04 V10 | M    | 16  | Ricardo Zonta      |     |     |     |     |     |     |     |     |     |     |     |     | Ret | 10  | 11  | Ret |     |     | 9      | 8.º  |
| 2004 | TF104 TF104B | RVX-04 V10 | M    | 17  | Ricardo Zonta      |     |     |     |     |     |     |     |     |     |     |     |     |     |     |     |     |     | 13  | 9      | 8.º  |
| 2004 | TF104 TF104B | RVX-04 V10 | M    | 17  | Olivier Panis      | 13  | 12  | 9   | 11  | Ret | 8   | 11  | DSQ | 5   | 15  | Ret | 14  | 11  | 8   | Ret | 14  | 14  |     | 9      | 8.º  |